# Луизиана-блюз
Луизиана-блюз (англ. Louisiana blues) или луизианский блюз — стиль блюза США, в основном получивший распространение в послевоенное время. Обычно луизианский блюз делят на два поджанра: новоорлеанский блюз (New Orleans blues, NOLA-blues) и свомп-блюз (swamp blues, болотный блюз). Оба подстиля испытали на себе влияние зайдеко, каджунской, креольской музыки, при этом блюз Нового Орлеана исполнялся в сравнительно сложных формах, испытав на себе большое влияние джаза и джазовых оркестров (Новый Орлеан часто рассматривается как родина джаза), а также карибской музыки, то болотный блюз был более минималистичным, приближаясь к традиционным формам блюза, таким как дельта-блюз. Однако при этом музыканты не являются строгими приверженцами того или иного стиля луизианского блюза, и как правило в той или иной степени погружены в обе его формы. На основе новоорлеанского блюза возник ритм-н-блюз и впоследствии рок-н-ролл. Из-за смешения стилей в музыке часто представляется затруднительным идентифицировать то или иное произведение как блюз, а не например ска или джаз c элементами блюза. «Фактически ранний блюз и ранний джаз настолько тесно переплелись в Новом Орлеане, что во многих случаях их невозможно было разделить». Также затруднительно точно дифференцировать луизианский блюз от его производного R&B.

## Луизианский блюз

### Новоорлеанский блюз
Некоторые исследователи считают, что местом рождения блюза вообще является не Дельта Миссисипи, а как раз Новый Орлеан и его окрестности. Так, блюзовый музыкант из Батон-Руж Крис Томас Кинг в своей книге «Блюз: подлинное повествование о моей музыке и культуре» указывает, что Новый Орлеан не только является блюзовым городом, но и что блюз был творением Нового Орлеана, модернистским движением в стремлении к свободе выражения мнений, культурным протестом против «голубых законов» города, призванных обуздать креольскую культуру. По его утверждению «блюз» — это луизианское креольское слово, происходящее от фразы «sacré dieu». В подтверждение своей позиции автор приводит такие факты, что «отец блюза» Уильям Хэнди в 1896—1897 годах жил в Новом Орлеане, первая нотная запись блюза была выпущена в 1908 году также в Новом Орлеане. Также упоминаются так называемые spasm bands (уличные группы, игравшие на различных подсобных инструментах, типа стиральных досок, казу и т. п.), повсеместно исполнявшие блюз на улицах Нового Орлеана.
Джелли Мортон (р. 1890) говорил что такой блюз как «Make Me Down a Pallet On Your Floor» исполнялся в Новом Орлеане задолго до его рождения. Музыкант говорил о том, что блюз в Новом Орлеане исполнялся в хонки-тонк барах. Пианистку Мари Дедюн (англ. Marie Desdunes, р. 1879) музыкант называет первым блюзовым композитором; также он вспоминал про Бадди Болдена (англ. Buddy Bolden, р. 1877), ключевую фигуру в развитии джаза, который исполнял в поездах музыку, называя её баррелхаус-блюз. Про Бадди Болдена, как родоначальника блюза, упоминают также контрабасист Папа Джон Джозеф (р. 1876): «Бадди Болден — первый человек, который когда-либо играл блюз для танцев» и трубач Питер Бокаж: «Он играл много блюза — первый человек, который когда-либо играл блюз для танца slow drag, не слишком быстрые композиции…Блюз был их дежурной вещью, медленный блюз».
Обозреватель Тед Джиойя пишет что Луизиана — далеко не единственный регион, претендующий на звание родины блюза. Обозреватель указывает, что традиционный блюз возник среди афроамериканцев в сельскохозяйственных изолированных районах («Если бы вы нанесли на карту точечную диаграмму с указанием места рождения каждого раннего исполнителя блюза, вы бы обнаружили, что она напоминает карту афроамериканского земледелия и издольщины») и долгое время не претерпевал изменений. Лишь с миграцией музыкантов в города, блюз начал модифицироваться и приобретать популярность. Исследователь говорит о том, что Новый Орлеан следует считать первым городом, где блюз урбанизировался и начал приобретать известность, трансформируясь в том числе в музыку для танцев. «Нет убедительных доказательств того, что блюз процветал в каком-либо другом крупном городском районе ещё в середине 1890-х годов. Итак, по моим исследованиям, Новый Орлеан в этом смысле превосходит Нью-Йорк, Чикаго, Мемфис и другие крупные города — музыканты в Кресент-Сити знали о блюзе задолго до того, как его открыли для себя другие общины».
Вместе с тем, известный блюзмен Литтл Фредди Кинг полагает, что Новый Орлеан не являлся блюзовым городом до тех пор, пока в него во время войны не съехались блюзмены со всех концов страны, в том числе из Северной Луизианы и из Дельты Миссисипи.

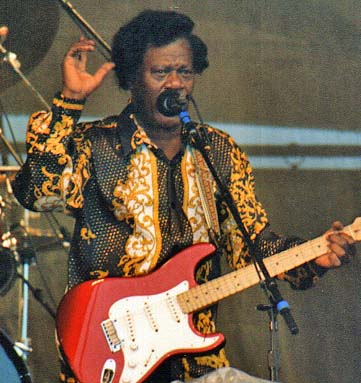
Эрл Кинг на фестивале в Новом Орлеане. 1997 год

Во всяком случае, Новый Орлеан конца XIX века был наполнен различными развлекательными заведениями, включая бордели, где пианисты, такие как Джелли Ролл Мортон, развлекали клиентов безымянной смесью рэгтайма, баррелхаус и хонки-тонк, которая позже стала известна как блюз и джаз. Рэгтайм был заимствован в Кентукки и Сент-Луисе, баррелхаус и затем буги пришли из Техаса, хонки-тонк из Сан-Франциско, где эти стили смешивались с блюзом и джазом. Отличительной особенностью музыки Нового Орлеана стало использование духовых инструментов в группе. Бадди Болден, игравший на валторне приблизительно в 1895 году адаптировал свою игру на инструменте так, чтобы она звучала как музыка, известная нам как блюз. Вместе с тем, утверждается что в довоенный период луизианский блюз в целом был больше похож на кантри-блюз или дельта-блюз, но с уникальной примесью каджунского и креольского стилей. Гитара так или иначе оставалась центральным элементом, и хотя присутствовала небольшая группа других инструментов, звук был народным и простым.
В первые десятилетия XX века из-за расовых предрассудков и Великой Депрессии многие музыканты покинули Новый Орлеан, переселившись на север, и таким образом, развитие блюза в Новом Орлеане несколько приостановилось. Тем не менее, сохранились записи блюзовых музыкантов того времени, так в частности выходца из Нового Орлеана гитариста Лонни Джонсона, называемого даже самым влиятельным блюзовым гитаристом всех времён, который записывал как свои сольные пластинки, так и в сотрудничестве с иными блюзменами и джазменами, включая Луи Армстронга.
Новый Орлеан во время войны стал крупным центром судостроения и многие музыканты, игравшие блюз, начали переезжать на заработки в город, в результате чего блюз в Новом Орлеане получил новый виток развития. Другие исследователи увязывают наплыв музыкантов с развитием дорожной сети, в частности, постройкой автострады в Техас. Как бы то ни было, результатом большого наплыва музыкантов стали появляющиеся в большом количестве студии звукозаписи («казалось что в окрестностях любого, даже самого маленького городка, была своя студия») что в свою очередь привлекало новых музыкантов. С 1940-х и до 1970-х годов новоорлеанский блюз находился на пике своего развития, и лишь в 1970-х стал в известной степени андерграундной музыкой в Новом Орлеане, не став настолько же известным как R&B и особенно джаз. Вместе с тем, разнообразие исполняемой в то время в Новом Орлеане музыки, её эклектика, влияние латинской и карибской музыки, зачастую не позволяет сколько-нибудь точно классифицировать музыку как блюз или что-то иное, и это продолжалось в Новом Орлеане всё время существования такой музыки. Блюз Нового Орлеана, смешиваясь с джазом, рокабилли, буги-вуги и иными музыкальными веяниями, породил в 1950-х такую музыку, как ритм-н-блюз, который в дальнейшем стал основой для рок-н-ролла. Развитие новоорлеанского блюза в то время связано с такими именами, как Профессор Лонгхейр, Гитар Слим, Кларенс Браун, Эрл Кинг, Снукс Иглин, Джеймс Букер и другими музыкантами.
Новоорлеанский блюз, развившийся в послевоенное время, имеет несколько особенностей, отличающих его от иных разновидностей блюза. Под влиянием джаза новоорлеанский блюз, начиная с послевоенного периода чаще, чем иные формы, исполняется на фортепиано, «с лидирующим громким фортепиано с синкопированными битами и обычно с использованием восьмитактовых форм (в отличие от обычной для традиционного блюза 12-тактной формы)». При игре на фортепиано активно используется сустейн-педаль (для создания «сонной и мечтательной атмосферы»), игра насыщена легато и разнообразными мелизмами и иными музыкальными украшениями. Новоорлеанский блюз отличается широким использованием духовых музыкальных инструментов, прежде всего валторны и саксофона. В составе групп, исполняющих блюз в Новом Орлеане часто имеется также аккордеон и ударные инструменты. Начиная с 1950-х блюз в Луизиане (как в Новом Орлеане, так и более традиционный свомп-блюз) в отличие от иных разновидностей блюза редко бывает исполнен на акустической гитаре — почти всегда используется электрогитара
Новоорлеанский блюз, в основном (но не исключительно) замешан на фортепиано и духовых инструментах, оживлён карибскими ритмами, атмосферой неустанных вечеринок и «второй линией» музыки диксиленда, столь характерной для этого района. В стиле есть весёлое добродушие, которое наполняет музыку хорошим настроением, независимо от того, насколько мрачным является текст. Музыка создаёт заметно «ленивое» чувство с её в определённой степени сочетанием ритма, который чуть отстаёт от бита. Вокал может охватывать всю эмоциональную гамму от расслабленного пения под нос до госпела в полный голос, создавая интересное соприкосновение как в части стиля, так в части исполнения. 
Оригинальный текст (англ.)Primarily (but not exclusively) piano- and horn-driven, New Orleans Blues is enlivened by Caribbean rhythms, an unrelenting party atmosphere, and the "second-line" strut of the Dixieland music so indigenous to the area. There's a cheerful good-naturedness to the style that infuses the music with a good-time feel, no matter how somber the lyrical text. The music itself uses a distinctively "lazy" feel, with all of its somewhat complex rhythms falling just a hair behind the beat. But the vocals can run the full emotional gamut from laid-back crooning to full-throated gospel shouting, making for some interesting juxtapositions, both in style and execution.
Примерами новоорлеанского блюза называют композиции Those Lonely, Lonely Nights (Эрл Кинг), Some Day Baby (Лонни Джонсон) и Tipitina (Профессор Лонгхейр).
С 1970 года в рамках «Jazz & Heritage Festival» в Новом Орлеане блюз также представлен (имея специальную «блюзовую палатку») наряду с джазом, R&B, Zydeco, фанком, роком и т. д.

### Свомп-блюз
Обычно утверждается что свомп-блюз выделился в послевоенное время как поджанр блюза с влиянием зайдеко, каджунской и креольской музыки. Вместе с тем, утверждается что свомп-блюз (не имея очевидно тогда собственного названия) был характерен для северных сельских районов Луизианы, развивался под влиянием (или одновременно) с дельта-блюзом из долины реки Миссисипи. Существует и иная точка зрения о том, что луизианский блюз и дельта-блюз развивались самостоятельно, без взаимного влияния друг на друга.
Относительно происхождения названия «болотный блюз» имеется две версии. Блюзмен Сайлас Хоган (р. 1911) утверждал, что это связано с Болотом Дьявола, которое находилось на окраине Скотландвилля (сейчас пригород Батон-Руж), где в прошлом жило большинство блюзменов. Он помнил, как они устраивали джем-сейшны на верандах своих домов с видом на Болото Дьявола. Название «болотный блюз» показалось подходящим, и блюзмены начали называть свой насыщенный перкуссией звук «болотным звуком». Вместе с тем, Лейзи Лестер вспоминал, что Джей Миллер, продюсер, с чьим именем нередко связывают популяризацию свомп-блюза, что присутствовал при том, как Миллер придумал это термин. Он сказал, что «у каждого блюза в других регионах есть имя: блюз дельты Миссисипи, блюз Пидмонта и нам также нужно дать название нашему звуку. Итак, мы подумали о болотах Луизианы и просто начали называть это болотным звуком прямо там, в этой студии».
По-видимому следует признать, что популяризация луизианского блюза, распространённого в Луизиане севернее Нового Орлеана как минимум есть заслуга продюсеров (прежде всего Джея Миллера, а также Эдди Шулера, Сэма Монтеля, Флойда Суало и Карла Граффаньино), которые во время расцвета блюза в Новом Орлеане обратились в поисках новых исполнителей в северные районы штата, где играли более минималистичную, приближающуюся к традиционному дельта-блюзу музыку, чем в Новом Орлеане. Как максимум утверждается что свомп-блюз вообще не имеет отношения к фолк-музыке, а является исключительно коммерческим продуктом продюсеров.
Утверждается что болотный блюз имел лишь краткий период расцвета в период с 1954 по 1967 («золотой эрой» называется период 1959—1967) годы, находился под влиянием фортепианных блюзов, характерных для Нового Орлеана с одной стороны и техасского гитарного блюза с другой стороны и его следует отличать от зайдеко и свомп-поп музыки, также распространённой в то время в Луизиане. В период расцвета болотный блюз попеременно сочетает в себе непринуждённую аутентичность и модную урбанистичность, антикоммерцию и профессионализм высшей лиги. В период расцвета выделяют также два этапа: первый, когда были сделаны наиболее значимые записи блюза, и второй — когда свомп-блюз стал трендом, был «у всех на устах».
Признанным центром свомп-блюза является Батон-Руж, исполнители из которого составили основную часть блюзменом, но блюз также развивался и далее на север, в частности в Шривпорте, который ещё в довоенное время считался центром преимущественно городского стиля гитарного блюза, в котором подчёркивались живые ритмы и ловкая игра пальцами.
Ритм свомп-блюза можно охарактеризовать как «медленный», «ленивый» благодаря чему даже быстрые мелодии звучат как медленный блюз, просто сыгранный немного быстрее. Гитарная игра достаточно проста, с частым использованием музыкальных приёмов, последовательностей, характерных для буги-вуги. В свомп-блюзе часто используется губная гармоника (признанным её мастером является Слим Харпо), духовые инструменты тоже могут быть задействованы, но акцент всё равно был смещён на гитарный звук, зачастую слайдовый: «гитарные соло более вероятны, чем соло на саксофоне». Перкуссия в традиционном свомп-блюзе, будучи временами довольно насыщенной, часто ограничивалась подручными бытовыми предметами, таким как стиральная доска.
Примерами болотного блюза называют композиции Te Ni Nee Ni Nu (Слим Харпо), Saint James Infirmary (Снукс Иглин) и Paper In My Shoe (Бузу Чайвис).
С 1981 года в Батон-Руж проводится фестиваль блюза. Во многих источниках, в частности в диссертации Эвелин Мелон на соискание степени PhD утверждается, что свомп-блюз особое влияние в сравнении с другими региональными разновидностями блюза оказал на британский блюз
You know winter time done roll around
Знаешь, наступила зима

And here I am again by myself
И вот я снова один

You know winter time done roll around
Знаешь, наступила зима

And here I am again by myself
И вот я снова один

You know the little girl that I used to love
Знаешь, ту маленькую девочку, что я любил

Well she loving somebody else
В общем она любит кого-то другого 

## Известные исполнители
- Лонни Джонсон (1899—1970). По утверждению автора книги Джеймса Саллиса «Гитаристы» (1982) является образцом для большинства современных блюзменов. Обладал характерным однострунным гитарным стилем (утверждается даже что он является изобретателем блюзовых гитарных соло), сдержанным вокалом, которые тонко взаимодействовали друг с другом. Гитарный стиль Лонни Джонсона явно послужил образцом первым электрогитаристам Эдди Дарему и Чарли Крисчену, став прообразом послевоенной эволюции блюзовой гитары. Лоуэлл Фулсон отметил, что Лонни Джонсон оказал заметное влияние на развитие его собственного стиля, а Ти-Боун Уокер заявил, что Джонсон и Скраппер Блэквелл были его любимыми гитаристами. Би Би Кинг сказал про Лонни Джонсона: «На свете было всего несколько парней, если бы я мог играть так же, как они, я бы это сделал. Ти-Боун Уокер был одним, Лонни Джонсон — другим». Ряд музыкантов, игравших пидмонт-блюз также отмечали влияние Лонни Джонсона: так, легенда пидмонт-блюза Брауни МакГи однажды сказал, что начал слушать пластинки Лонни Джонсона в конце 1920-х годов. «Его музыкальные произведения могут и должны стать первой книгой блюзовой библии», — сказал МакГи. Влияние однострунной соло-гитары Джонсона заметно в творчестве Мемфис Минни, инструментальных припевах Слепого Блейка, вокальных интонациях и стиле гитарного сопровождения Слепого Уилли МакТелла. Более того, однофамилец Роберт Джонсон, один из известнейших если не самый известный гитарист раннего дельта-блюза, являлся поклонником Лонни Джонсона[6]
- Профессор Лонгхейр (1918—1980). Пианист, стиль которого называют румба-буги или мамбо-румба-буги сумевший объединить африканские и карибские мотивы с ритмом буги-вуги и в дальнейшем с R&B. Согласно легенде, он научился играть на пианино, брошенном в переулке, на котором не хватало нескольких клавиш, и это было причиной, по которым он играл в таком синкопированном стиле. Он учился играть по образцу разнообразных музыкантов, которых он слышал, и создал собственную комбинацию буги-вуги, калипсо, джаза, самбы и танцевальных ритмов. Эффект был настолько уникальным, что стиль музыканта было практически невозможно скопировать. Рассказывают, что однажды пластинку Профессора Лонгхейра дали прослушать одному всемирно известному джазовому пианисту. Заинтригованный пианист попытался скопировать стиль профессора и через час, с несколькими разбитыми костяшками пальцев, оставил попытки, сказав в замешательстве: «Я это слышу…но сыграть это невозможно». Музыкант также пел и «делал это в энергичном и точном стиле послевоенных блюзовых исполнителей, но временами он пел, как невменяемая певчая птица. Его песни никогда не были тяжеловесными или мучительными — его больше интересовало передать то, что он называл „бодростью духа“». Учениками Профессора были Фэтс Домино и Аллен Туссен. Признаётся, что стиль Профессора Лонгхейра во многом повлиял на возникновение рок-н-ролла и фанка. В 1992 году имя Профессора Лонгхейра было занесено в Зал славы рок-н-ролла.[20][21][22].
- Эдди «Гитар Слим» Джонс (1926—1959). Один из самых влиятельных блюзовых гитаристов, прежде всего известный как популяризатор электрогитары: он использовал дисторшн-эффект за десятилетия до того, как этот эффект стал использоваться рок-гитаристами. Он изучал в первую очередь манеру игры техасских музыкантов, а не блюзменов из Миссисипи, где он родился. «Его игра была самой шумной и грязной вещью на Юге, сыгранная на оглушительной громкости через огромный усилитель (в противовес этому, Эрл Кинг утверждает что Гитар Слим никогда не использовал усилитель, а пользовался металлическими спикерами). После исполнения вокала в страстном, душераздирающем стиле, который Рэй Чарльз позже взял за образец, он бросался в аудиторию на конце 200-футового гитарного шнура, играя повсюду заводное соло…иногда зубами, иногда за спиной. Иногда он забирался на стропила, продолжая играть». Именно его заслуга состояла в том, что электрогитара в группе выдвинулась на первый план, что сохраняется в музыке по сей день. Эдди Джонс оказал большое влияние на творчество Эрла Кинга и Бадди Гая, через них опосредованно на Джимми Хендрикса, а через него — на многих и многих гитаристов современности. Влияние Гитар Слима на собственное творчество подтверждали такие гитаристы, как Фрэнк Заппа, Билли Гиббонс и Стив Рэй Вон. С Хендриксом и многими другими гитаристами его роднят также эксцентричные манеры на сцене: «Он выходил на сцену на плечах своего личного камердинера, одетый в ярко-красный костюм и красные туфли, его волосы были окрашены в тот же цвет». «Каждый отчет о Guitar Slim называет его величайшим шоуменом и самым эпатажным исполнителем в истории музыки Нового Орлеана». В противовес этому, тексты песен музыканта были серьёзней: в его проникновенных оригинальных текстах проявлялась тревожная и серьёзная сторона, достаточная для того, чтобы в 1958 году Atco Records разместила рекламу: «Guitar Slim — философ. Его песни посвящены исключительно земным истинам жизни».[23][24][25]
- Эрл Кинг (1934—2003). Гитарист, находившийся под большим влиянием манеры игры Гитар Слима до той степени, что их путали (и даже однажды выступал под именем Гитар Слима на гастролях, когда сам Слим разбив машину, попал в больницу. На разогреве на том концерте выступал Рэй Чарльз). В отличие от Гитар Слима с короткой творческой биографией, чьих «живых» записей не сохранилось ни в видео, ни в аудиоформате, Эрл Кинг имел долгую творческую биографию и сотрудничал со многими известными музыкантами. Результатом стало то, что «трудно представить новоорлеанский рок-н-соул — или всю американскую музыку, если уж на то пошло — без господствующего влияния Эрла Кинга». В отличие от своего духовного наставника, Эрл Кинг тщательно относился к подготовке песен, шлифуя их насколько возможно лучше; кроме того он так же тщательно относился к текстам песен. «Пластинки Кинга были одними из тех редких, где слова были так же важны, как и музыка, где блюзовая гитара уравновешивалась второстепенным фортепиано, и где стороны B были столь же сильны, как и стороны A». Музыкант также сочинял тексты для других музыкантов. Вместе с тем на концертах Эрл Кинг давал себе свободу и много импровизировал, так, что один из барабанщиков на вопрос как ему играть с Кингом ответил: «Это очень весело, но это сумасшествие. Никогда не знаешь, что будет дальше». Эрл Кинг является автором многих песен, получивших большую популярность, но по причинам, связанные со звукозаписывающими компаниям, хитами они стали в исполнении других музыкантов. «Все они, даже Берри, более известны десятками версий своих песен другими исполнителями, чем собственными записями». Его песни в частности исполняли Джими Хендрикс, Роберт Палмер, Стиви Рэй Вон, Фэтс Домино, Боз Скэггс, Ли Дорси, Дасти Спрингфилд, Левон Хелм, члены Dixie Cups, Профессор Лонгхейр[26][27][28]

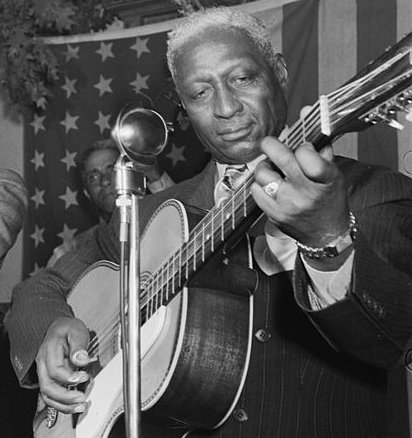
Ледбелли

- Ледбелли (1888—1949). Известнейший и влиятельный композитор, гитарист и мультиинструменталист, оказавший огромное влияние на становление блюза в целом. Основным инструментом музыканта была двенадцатиструнная гитара (его называют «Король двенадцатиструнной гитары»), хотя он играл также на аккордеоне, гармонике и пианино. На гитаре Ледбелли играл обычно медиатором, используя большой палец для так называемого walking bass. Такая техника, в сочетании с низкой настройкой и тяжёлыми струнами, делает звук гитары похожим на фортепианный, и считается что именно фортепианная техника повлияла на гитарный стиль музыканта. Отличительными чертами блюза Ледбелли был пронзительный вокал, оригинальная лирика и мастерский гитарный стиль. Ледбелли не ограничивался только блюзом, его репертуар был необычайно широк, в районе 500 песен. Он также пел спиричуэлс, поп-музыку, полевые и тюремные песни, ковбойские и детские песни, танцевальные мелодии и народные баллады и, конечно же, свои собственные композиции. Его влияние на более поздних музыкантов, включая Эрика Клэптона, Боба Дилана, Дженис Джоплин и даже Курта Кобейна было огромным. Лидбелли называют одним из создателей блюзовой музыки, такой, какой мы её знаем сегодня. Член залов славы как блюза, так и рок-н-ролла.[29][30][31][32][33]
- Слим Харпо (1924—1970). Один из последних традиционных блюзовых музыкантов, добившихся успеха в поп-музыке. Гитарист, один из ярких представителей свомп-блюза, известен прежде всего как мастер игры на блюзовой гармонике. Стиль музыканта это тёплый тихий (и несколько гнусавый по настоянию продюсера) вокал поверх непринужденного гитарного аккомпанемента и сдержанные, но эмоциональные партии гармоники. Песни Слима Харпо записывали такие группы, как The Rolling Stones, The Kinks, The Yardbirds, The Pretty Things, Them, Love Sculpture и Pink Floyd, а группа The Moody Blues названа в честь одной малоизвестной композиции музыканта. Впрочем Мик Джаггер в интервью журналу Rolling Stone сказал что: «Какой смысл слушать, как мы исполняем „I’m a King Bee“, если можно послушать, как это делает Слим Харпо?» В Батон-Руж ежегодно вручается премия имени музыканта Slim Harpo Music Awards.[34][35][36]
- Лайтнин Слим (1913—1974). Ещё один представитель свомп-блюза, гитарист и певец. Блюзовый критик ЭД Денсон отнёс его к числу пяти величайших блюзменов 1950-х, наряду с Мадди Уотерсом, Литтл Уолтером, Хаулин Вулфом и Сонни Боем Уильямсоном. Его исполнение отличалось глубоким богатым вокалом и гипнотизирующим гитарным ритмом, который был неровным, грубоватым и настойчивым. Обычно он выступал в сопровождении аккомпанемента на гармонике, в том числе, в исполнении Слима Харпо, и перкуссионной группы, к которым впоследствии добавился бас, а в 1963 году даже клавишные. Продюсер Джей Миллер, чьими усилиями собственно и создан был свомп-блюз, а Лайтнин Слим стал одним из первых его представителей, сказал что «Лайтнин Слим для меня был величайшим из артистов, не только среди моих, но и всех вообще»[37]